# Central Hindu College

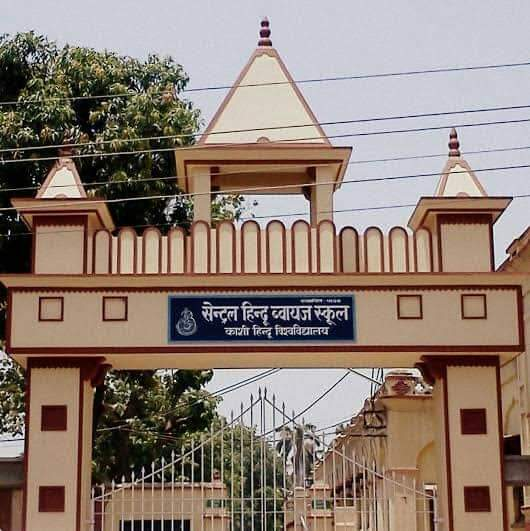
Central Hindu College

Het Central Hindu College  werd door Annie Besant opgericht in Benares (Uttar Pradesh, India) in 1898. De jongeren die er onderwijs volgden, kregen een westerse opleiding. Zij die naar Engeland waren geweest om er aan universiteiten te studeren, kregen aan het Central Hindu College onderricht in de leringen van hun godsdienst.
George Arundale was jarenlang hoofd van het College. Tientallen colleges en scholen werden volgens hetzelfde plan ingericht. Het onderwijs was voor het merendeel onder leiding van theosofen. Zo werd het nationaal bewustzijn van het Indische volk wakker geschud.
Het Central Hindu College werd later de Hindu University.  De toenmalige prins van Wales was de eerste eredoctor en Annie Besant was de tweede.